# صفحات من ملحمة جيش التحرير بالجنوب المغربي (كتاب)
صفحات من ملحمة جيش التحرير بالجنوب المغربي- هو مؤلف للمناضل والسياسي المغربي محمد بن سعيد أيت إيدر وهو بمثابة شهادة على مراحل وأحداث من تاريخ المغرب الحديث، في إطار المذكرات التاريخية على القضايا والوقائع التي شارك في صنعها أو عايشها عن كثب كشاهد رئيسي عليها. وهذه المذكرات تقع في 314 صفحة من الحجم المتوسط، وقد قدم لها "عبد الله إبراهيم" رئيس الحكومة المغربية الأسبق، والذي اعتبر الكتاب مبادرة طيبة، سجل بها بن سعيد بواقعية شمولية يقظة على توترات الأحداث، ونظام تداعياتها وتفاعلاتها مع بعضها، وضعفها أو قوتها.. وأكد أن ما سجله الكاتب في شهاداته هذه، ما هو إلا نقطة من بحر انتقل خلالها مواطنون مجاهدون بتوجيه من الأحداث، وفي اتجاه التاريخ دائمًا من النضال السياسي على مستوى الحركة الوطنية، غلى النضال بوسائل أخرى على مستوى المقاومة المسلحة وجيش التحرير، ولهدف استرجاع الأراضي الوطنية المسروقة أو المغتصبة، والدفاع عن وحدة وسيادة البلد في البر وفوق الماء.

## عن الكتاب
الكتاب يتناول تاريح جيش التحرير بجنوب المغرب، أي العمل المسلح بمناطق الاحتلال الإسباني في الجنوب (إفنى وطرفاية والساقية الحمراء ووادي الذهب)، ومناطق الاستعمار الفرنسي (الصحراء الشرقية وبلاد شنقيط. وعن أهم القضايا التي تناولها الكتاب، فيمكن تلخيصها في: "تأسيس جيش التحرير بالجنوب المغربي" ، "العمل المسلح ومسائل تنظيمية"، " التحالف الفرنسي الإسباني"، " آفاق العمل لمسلح بعد عملية ايكوفيون.
اعترف السيد محمد بنسعيد أيت إيدر في كتابه «صفحات من ملحمة جيش التحرير بالجنوب المغربي» في الصفحة 77 بجانب من التجاوزات التي ارتكبها المنتمون إلى جيش التحرير الجنوبي مؤكدًا مسؤولية هؤلاء فيما «حدث بكل من إقليمي ورزازات وأكادير سواء فيما يتعلق بحملة التعبئة ضد تحركات الجيش الفرنسي أو إجلاء عدد غير قليل من ضباط الشؤون الأهلية ورجال الدرك من الإقليمين المذكورين ثم الحملة التي مست المغاربة الذين اتهموا بخيانة وطنهم، وبتعاونهم مع الاستعمار الفرنسي، وإن لصاحب تلك الحملة أخطاء أثارت انتقادات من طرف أوساط شعبية، ومن طرف مسؤولي الدولة في المنطقة في حينه، ونالت من السمعة التي يتمتع بها جيش التحرير لدى المواطنين.

## محتوى الكتاب
يتكون كتاب صفحات من ملحمة جيش التحرير بالجنوب المغربي من ثلاثة فصول، ومدخل تمهيدي وملحق اضافي تضمن صورًا ووثائق تاريخية. ويمكن توضيح محتويات الكتاب من خلال الآتي:

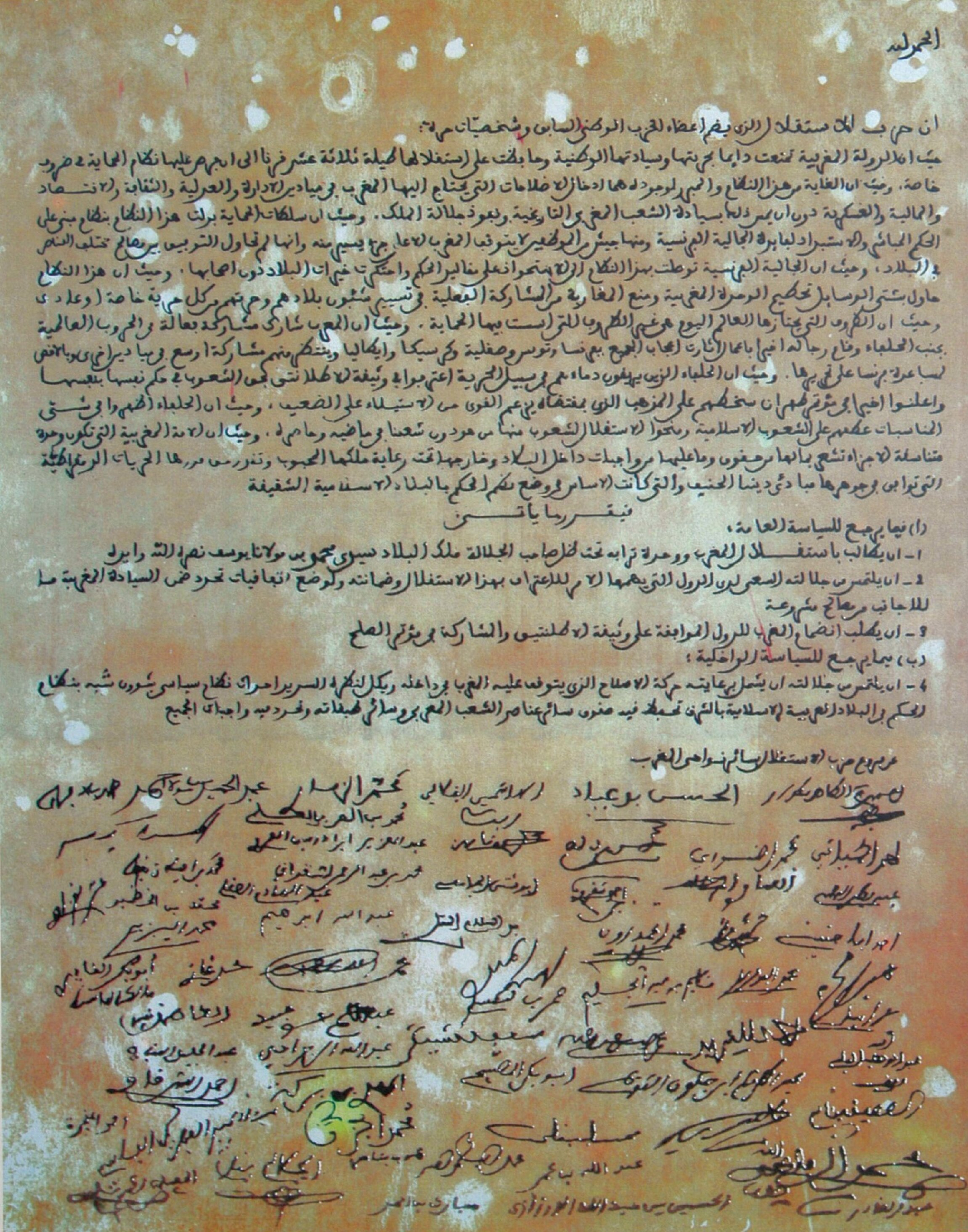
الوثيقة الأصلية للمطالبة باستقلال المغرب

المدخل التمهيدي جاء تحت عنوان "معركة التحرير في الصحراء المغربية"، واستعرض من خلاله المؤلف الظروف التاريخية لتقديم وثيقة المطالبة بالاستقلال وبدايات وعي المقاومة المغربية بضرورة المواجهة المسلحة، خاصة مع أحداث 1947م، وابراز أهمية العمل الفدائي في تطوير الخلايا الأولى للعمل المسلح، وأولى المعارك ضد الاستعمار الفرنسي في الجنوب بعد حصول المغرب على استقلاله.
ومن الملاحظ أن مدخل الكتاب هو بمثابة ملخص لكل القضايا المدروسة، غير أن ما يثير انتباه القاريء، هو ذلك العتاب الموجه للباحثين المغاربة، الذين لم يهتموا بتاريخ الحركة الوطنية، وبجيش التحرير على وجه الخصوص، كما يستفاد من هذا المدخل أن المؤلف حاول الربط بين موقف الدولة من جيش التحرير في الجنوب، ابان تأسيسه وقضية الصحراء المغربية في الوقت الحاضر، وهذا ما يعطي للكتاب أهمية كبيرة وبعدأ خاصًا. حيث يخلص المؤلف إلى أن سوء تدبير لقاء "ايكس ليبان" وما تبعه من مفاوضات، وانشغال المسؤولين بالمرحلة الانتقالية كان من أسباب عدم تحرير الجنوبي المغربي، وبروز مشكلة الصحراء المغربية في الربع الأخير من القرن العشرين.
أما عن الفصل الأول فقد تناول الكاتب فيه، ظروف انطلاقة جيش التحرير في الجنوب المغربي، وكيفية توزيع المناطق الصحراوية بين الاستعمارين: الفرنسي، والإسباني، وكذلك موقع مدينتي إيفني وأيت باعمران بوصفهما أهم مركزين لقيادة المقاومة، ودورهما في إيواء الفدائيين المغاربة من قبضة البوليس الفرنسي، إضافة إلى تزويدهما بمقاومة الدار البيضاء بأطر مسلحة، واشرافهما على تنظيمات موازية بالجنوب المغربي.
وكشف المؤلف من خلال هذا الفصل أيضًا عن اللقاء الذي ضم قياديين للمقاومة وجيش التحرير، من أجل تقييم مفاوضات "اكس ليبان" وتطرق أيضًا إلى العلاقات التي كانت تجمع قادة الحركة الوطنية الموريتانية بأعضاء المقاومة وجيش التحرير، وختم هذا الفصل بالحديث عن بداية هجومات المقاومة على الجيش الفرنسي.
وقدم المؤلف في الفصل الثاني، مواجهات جيش التحرير للقوات الفرنسية بموريتانيا، والصحراء الشرقية خاصة الأولى منها، وعرض تقارير للمشاركين في المعارك، كما قدم تقييمًا للمرحلة الأولى عن عمل جيش التحرير. وأشار إلى الخسائر المادية التي منيت بها القوات الفرنسية، وردود فعلها، كاشفًا عن جوانب عديدة من العمل السياسي والاجتماعي الذي قام به المغاربة لإستكمال مهمتي التحرير والوحدة الترابية.
وناقش المؤلف في الفصل الثالث والأخير، خلاصة المعارك التي خاضها جيش التحرير ضد التحالف الفرنسي والإسباني، وتحدث عن بداية هذا التحالف، وأسبابه، ليتناول في الأخير خلاصة المعارك مع الجيشين الفرنسي والإسباني، ووضعية جيش التحرير بعد ايقاف النار بالصحراء الجنوبية والشرقية.
واحتوى الملحق الإضافي صورًا ووثائق تاريخية، مثل وثيقة إحصاء أنواع الأسلحة التي كان يتوفر عليها جيش التحرير، وتقارير لقيادته عن المعارك التي خاضها، وكذلك البيانات التي كانت توجه إلى المواطنين المغاربة، كما عكست الصور لبعض فرق جيش التحرير، جانب من حياتهم اليومية في جنوب الصحراء أيام المقاومة والمواجهة مع الجيشين الفرنسي والإسباني.

## الاهمية التاريخية للكتاب
يُعد كتاب «صفحات من ملحمة جيش التحرير بالجنوب المغربي» من تأليف المقاوم لايت إيدر، وثيقة تاريخية نادرة تُسلّط الضوء على إحدى أكثر الفترات حساسية في تاريخ المغرب المعاصر، وهي المرحلة التي أعقبت الاستقلال الرسمي للمملكة المغربية سنة 1956، حين لم تكن بعدُ السيادة الوطنية قد امتدت إلى كامل التراب المغربي، وخاصة الأقاليم الجنوبية التي كانت لا تزال تحت الاحتلال الإسباني أو خاضعة لنفوذ فرنسي مباشر أو غير مباشر.
يسعى الكتاب إلى إعادة الاعتبار التاريخي والسياسي لمرحلة الكفاح المسلح التي خاضها جيش التحرير المغربي في الجنوب، وهي المرحلة التي غالبًا ما تم تجاهلها أو تهميشها في السرديات الرسمية لما بعد الاستقلال. ومن خلال ما يقدمه من شهادات مباشرة، ومعطيات ميدانية، وتحليل سياقي، يعيد لايت إيدر رسم معالم هذه الملحمة التحريرية، ليس فقط بوصفها حركة مقاومة عسكرية، بل كجزء من مشروع سياسي وطني كان يهدف إلى استكمال الاستقلال الناقص، وتحقيق الوحدة الترابية الكاملة.

### إشكالية توقف العمل المسلح
يطرح الكتاب سؤالًا محوريًا حول الظروف الغامضة أو المثيرة للجدل التي توقّف فيها العمل المسلح في الجنوب، خاصة بعد معارك شرسة مثل معركة إيكوفيون (1958) وجبل رغيوة. ويعرض الكاتب تفصيلًا المعطيات السياسية الداخلية، ومنها الضغوط التي تعرضت لها القيادة السياسية الوطنية، والخلافات التي نشبت بين مكونات الحركة الوطنية، إضافة إلى التدخلات الإقليمية والدولية التي دفعت في اتجاه إيقاف المواجهات المسلحة، أحيانًا دون ضمان تحقيق جميع المطالب التي حملها مشروع جيش التحرير.

#### الرهانات الوطنية والدولية
يتوقف الكتاب عند طبيعة الصراع الذي احتدم آنذاك بين فصائل من القوى الوطنية التي أرادت استكمال الاستقلال بالوسائل العسكرية، وبين السلطة المركزية التي بدأت في تثبيت دعائم الدولة الجديدة وتعمل على احتكار القرار العسكري والسياسي. ويؤكد لايت إيدر أن جيش التحرير لم يكن مجرد ميليشيا مسلحة، بل كان مشروعًا وطنيًا ذا بعد تحرري وحدوي، تقاطع أحيانًا مع المصالح الجيوسياسية للدولة، وأحيانًا أخرى اصطدم بها، خاصة عندما أصبح يُنظر إلى استمرار الكفاح المسلح كعقبة أمام تثبيت الاعتراف الدولي بالدولة المغربية المستقلة.
كما يناقش الكتاب تأثير السياق الإقليمي، خصوصًا تصاعد الحرب في الجزائر المجاورة، وتدخلات القوى الكبرى مثل فرنسا وإسبانيا والولايات المتحدة، التي كانت تخشى من اتساع رقعة عدم الاستقرار في شمال إفريقيا، مما ساهم في ممارسة ضغوط على المغرب لكبح جماح العمل المسلح في الجنوب.

## اثر الكتاب
يُعد “صفحات من ملحمة جيش التحرير بالجنوب المغربي” مرجعًا هامًا في الدراسات التاريخية حول المقاومة المسلحة في المغرب. وقد استُخدم كمصدر في عدة أبحاث جامعية، وله دور في تعزيز الوعي بتاريخ الصحراء المغربية المقاوم، بعيدًا عن السرديات الرسمية المختزلة.

## مقالات ذات صلة
- محمد بن سعيد أيت إيدر
- تاريخ المغرب